# Rasmus Botoft
Rasmus Botoft (* 5. Januar 1972 auf der Insel Amager, Kopenhagen) ist ein dänischer Schauspieler.

## Leben
Botoft wurde als Sohn des Kunstvermittlers und Kurators Helge Botoft und dessen Frau, der Lehrerin Mette Gudrun Ehlers, geboren. Rasmus Botoft studierte von 1995 bis 1999 an der Theaterschule (Skuespillerskolen) des Aarhus Teaters, wo er 1999 seine Schauspielausbildung auch abschloss. Erste Theaterengagements hatte er am Team Teatret (1999; in Jeppe) und am Aarhus Teater (1999; in Hvor var vi lykkelige und Fantomsmerter). 2000 trat er am Nørrebro Teater in Kopenhagen und am Suzuki Teatret in Frederiksberg auf.  2003 gründete er gemeinsam mit dem Schauspieler und Drehbuchautor Martin Buch sein eigenes Theater, das Teatret Marianne.
Ab der Spielzeit 2002/03 bis 2007 war er festes Ensemblemitglied am Königlich Dänischen Theater in Kopenhagen. Dort spielte er ein breites und weitgefächertes Bühnenrepertoire. Zu seinen Bühnenrollen am Königlich Dänischen Theater gehörten unter anderem Ferdinand in Kabale und Liebe (2003), der Kontorist Jepichodow in Der Kirschgarten, die Titelrolle in Der tolle Tag oder Figaros Hochzeit und Borgheim in Klein Eyolf von Henrik Ibsen. Mit dem Königlich Dänischen Theater trat er 2003 auch als Robin Hood in Ivanhoe bei den Freichtlichtspielen in Ulvedalene auf. In der Spielzeit 2008/09 spielte er am Königlich Dänischen Theater den Achilleus in dem Stück Ifigenia (Regie: Kasper Holten). Weitere Theaterengagements hatte er am Bellevue-Theater Kopenhagen (2010–2011; mit Rytteriet Live) und am Musikhuset Aarhus (2012; mit Rytteriet Live). Außerdem unternahm er im Jahr 2012 mit dem Stück Melodie des Todes (Originaltitel: Mordets melodi) und in der Saison 2014/2015 (mit Rytteriet Live 2) Theatertourneen durch Dänemark.
In Dänemark wurde Botoft vor allem durch seine Mitwirkung in den von Danmarks Radio ausgestrahlten Satireprogrammen Dusk og Bomholt und Er du skidt skat? (2004) bekannt. Gemeinsam mit Martin Buch wirkte er in der auf DR P2 ausgestrahlten satirischen Radiosendung Rytteriet mit. Buch und Botoft traten mit Rytteriet später auch sehr erfolgreich bei Live-Shows im Kopenhagener Bellevue-Theater auf und entwickelten gemeinsam aus dem Radioformat eine eigene satirische Fernsehshow.
Botoft war in mehreren dänischen Kinofilmen zu sehen. Hierzu gehören der Kurzfilm Om natten (2007) und die Spielfilme Kleiner Soldat (2008), Alting bliver godt igen (2010), Die Wahrheit über Männer (2010, als Jonas) und Erbarmen (2013; als Tage Baggesen). Im dänischen Fernsehen war er anfangs in kleinen Rollen in den Fernsehserien Der Adler – Die Spur des Verbrechens (2004) und Forestillinger (2007; als Kultusminister) zu sehen. Später folgten Serienrollen in Isa’s stepz (2008–2010; als Christian Zwimmel, der Vater des Teenagers Isabella), Protectors – Auf Leben und Tod (2009–2010; als „Meinungsmacher“ Wiljhelm), Den 2. side (2010; als Steen Fischer), Lykke (2011–2012; als Buchhalter Claus Hornbek und Ex-Mann der Serienfigur Charlotte) und Die Erbschaft (2015; als Martin Dahl).
Im Oktober 2016 war Botoft, an der Seite von Sandra Borgmann, in der männlichen Hauptrolle in dem „ZDF-Herzkino“-Film Ein Sommer in Dänemark zu sehen. Er spielte den dänischen Geocacher, Lebenskünstler und Karen-Blixen-Experten Mads Søborg. Botoft, der neben seiner Muttersprache Dänisch auch fließend Englisch und Deutsch spricht, sprach seine Rolle selbst in deutscher Sprache ohne Synchronisation.
2011 wirkte Botoft in einem Werbespot für die dänische Bank Nykredit mit, in dem er einen indischen Hypnotiseur spielte.
Im September 2010 heiratete Botoft in der Kopenhagener Vartov Kirke die dänische Schauspielerin Lisbeth Wulff. Das Paar lebt in Kopenhagen.

## Filmografie (Auswahl)
- 1993: Smukke dreng (Kinofilm)
- 1996: Ein Tag im Mai (Den attende; Kinofilm)
- 2003–2004: Er du skidt, skat? (Fernsehserie; Comedy)
- 2004: Der Adler – Die Spur des Verbrechens: Codename: Ares (Fernsehserie, eine Folge)
- 2004: Brothers – Zwischen Brüdern (Brødre)
- 2005: Dusk & Bomholts kvarter (Fernsehserie; Comedy)
- 2007: Forestillinger: Jens (Fernsehserie, eine Folge)
- 2007: Om natten (Kurzfilm)
- 2007: Hvid nat (Kinofilm)
- 2007: Faul im Staat Dänemark (Hvordan vi slipper af med de andre) (auch Drehbuchautor)
- 2008: Tage des Zorns (Flammen & Citronen; Kinofilm)
- 2008: Dig og mig (Kinofilm)
- 2008: Kleiner Soldat (Lille soldat; Kinofilm)
- 2008–2010: Isa’s stepz (Fernsehserie; Serienrolle)
- 2009–2010: Protectors – Auf Leben und Tod (Fernsehserie; Serienrolle)
- 2010: Den 2. side (Fernsehserie; Serienrolle)
- 2010: Alting bliver godt igen (Kinofilm)
- 2010: Die Wahrheit über Männer (Sandheden om mænd; Kinofilm)
- 2010: Rytteriet (Fernsehserie; Comedy)
- 2011–2012: Lykke (Fernsehserie; Serienrolle)
- 2012: Danish Dynamite (Fernsehserie; Comedy)
- 2013: Erbarmen (Dept. Q: The Keeper of Lost Causes, Kinofilm)
- 2013: Rytteriet II (Fernsehserie; Comedy)
- 2014: 1864 – Liebe und Verrat in Zeiten des Krieges (Fernsehserie)
- 2015: Die Erbschaft (Arvingerne, Fernsehserie; Serienrolle)
- 2016: Rytteriet III (Fernsehserie; Comedy)
- 2016: Ein Sommer in Dänemark (Fernsehfilm)